# Sandra Laoura
Sandra Laoura (Constantine, 21 juli 1980) is een voormalig freestyleskiester uit Frankrijk. Ze vertegenwoordigde Frankrijk op de Olympische Winterspelen 2002 in Salt Lake City en op de Olympische Winterspelen 2006 in Turijn.
Op 5 januari 2007 kwam Laoura tijdens een training in Mont Gabriel, Canada ten val, waardoor ze twee ruggenwervels brak. Sindsdien zit ze in een rolstoel, maar hoopt met therapie ooit weer zelfstandig te kunnen staan en lopen.
Tegenwoordig is Laoura sportcommentator voor de Franse televisie.

## Resultaten

### Olympische Winterspelen
| Jaar | Plaats         | Resultaten |
| ---- | -------------- | ---------- |
| 2002 | Salt Lake City | 8e Moguls  |
| 2006 | Turijn         | Moguls     |

### Wereldkampioenschappen
| Jaar | Plaats      | Resultaten                |
| ---- | ----------- | ------------------------- |
| 2001 | Whistler    | 5e Moguls                 |
| 2003 | Deer Valley | 10e Moguls 9e Dual moguls |
| 2005 | Kuusamo     | 20e Moguls 7e Dual moguls |

### Wereldbeker
Eindklasseringen
| Seizoen   | Algemeen         | Moguls            | Dual moguls      |
| --------- | ---------------- | ----------------- | ---------------- |
| 2000/2001 | 30e 52,00 punten | 17 208,00 punten  |                  |
| 2001/2002 | 17e 71,00 punten | 10e 424,00 punten | 32e 4,00 punten  |
| 2002/2003 | 10e 84,00 punten | 5e 588,00 punten  | 19e 48,00 punten |
| 2003/2004 | 33e 28,00 punten | 10e 385,00 punten |                  |
| 2004/2005 | 28e 27,00 punten | 11e 298,00 punten |                  |
| 2005/2006 | 33e 25,00 punten | 12e 277,00 punten |                  |

### Europabeker
Eindklasseringen
| Seizoen   | Moguls          | Dual moguls     |
| --------- | --------------- | --------------- |
| 1999/2000 | · 124,00 punten | · 148,00 punten |